# Baiana FM
Baiana FM é uma emissora de rádio brasileira sediada em Candeias, cidade do estado da Bahia. Foi fundada pelo engenheiro Carlos Alberto de Oliveira em 2 de julho de 2006, com o objetivo de unir jornalismo e música. Opera em 89,3 MHz e possui estúdio em Salvador.

## História
Outorgada em 28 de agosto de 2003, a Baiana FM foi fundada em 2 de julho de 2006, operando inicialmente na frequência 90,9 MHz. Em 12 de setembro de 2005, a rádio foi autorizada pela Agência Nacional de Telecomunicações (Anatel) a migrar para os atuais 89,3 MHz, promovendo sua classe de operação de C (0,30 kW ERP) para B1 (3 kW ERP). A migração foi concluída em janeiro de 2009, melhorando sensivelmente a recepção em toda a Grande Salvador.
A Baiana FM fez a cobertura dos últimos carnavais em Salvador, das festas de São João dos municípios São Sebastião do Passé e São Francisco do Conde e inovou com a realização de debates políticos na região metropolitana.
Em 1.º de março de 2020, tanto a 89,3 MHz da Grande Salvador quanto a 96.5 MHz do Riachão do Jacuípe, ambas até então denominadas como Baiana FM, fazem expectativa para a estreia da Mix FM na Bahia. Em 7 de março de 2020, às 19h, a 89,3 MHz entrou em rede, sendo em Salvador em 9 de março de 2020. Em 19 de março de 2020, a 96,5 MHz também entrou em Rede com a Mix FM oficialmente. Menos de 4 meses depois, anunciou-se o retorno da operação da Baiana FM seu aniversário, em 2 de julho, devido a incompatibilidade do projeto da rede (jovem/pop) com a audiência, preferindo retornar ao formato popular. A deficiência de cobertura do sinal também foi um dos fatores para o fim da parceria.
Em 22 de novembro de 2024, o portal de notícias BNews anunciou que assumiria a operação da emissora a partir 1.º de dezembro do mesmo ano, com formato híbrido que combina jornalismo, prestação de serviços em tempo real e programação musical variada - incluindo pagode, sertanejo, arrocha, piseiro, axé e MPB - para atender à diversidade da audiência.